# Ranhados (Mêda)
Ranhados es una freguesia portuguesa del concelho de Mêda, con 25,46 km² de superficie y 335 habitantes (2001). Su densidad de población es de 13,2 hab/km².